# 郡山市立朝日が丘小学校
郡山市立朝日が丘小学校（こおりやましりつ あさひがおかしょうがっこう）は、福島県郡山市御前南にある公立小学校。

## 児童数
- 548名、22学級（令和6年度）[1]

## 進学先中学校
- 郡山市立郡山第一中学校
- 郡山市立郡山第七中学校
- 郡山市立大槻中学校

## 通学区域
- 御前南一丁目～御前南六丁目
- 大槻町
  - 字人形坦（1番地から5番地まで、25番地を除く）
  - 字下衛門田、字人形坦東
  - 字石行坦（1番地の1、27番地、28番地、56番地から59番地までを除く）
  - 字切通（37番地から48番地までを除く）
  - 字太田、字太田北、字太田東、字肩張、字向原、字東台、字西台、字清水内、字清水内向、字清水内前、字弥蔵田、字北地蔵谷地、字南地蔵谷地、字石河原、字東膳棚、字西膳棚、字御前東、字花輪、字花輪前、字東阿良久、字三ツ坦、字荒久、字日向、字室ノ木、字室ノ木北、字室ノ木前、字室ノ木東、字西荒久、字原田西、字原田前、字原田際
  - 字原田東（1番地、2番地、6番地、9番地の9、17番地）
  - 字原田（19番地、39番地、92番地を除く）
  - 字原田北、字麦塚、字日向前、字太田西
- 安積町荒井
  - 字雷神
  - 字柴宮山（3番地の14から39まで、福島県営住宅柴宮団地（1号棟～7号棟、23号棟～30号棟、43号棟）など）
  - 9番地の1から3まで、19番地から24番地まで、26番地の3、27番地、28番地、38番地、39番地、42番地、43番地、54番地、55番地の1、6～10、16、19、26～28、52～53、68～70、77、86[2]